# Chilly Gonzales
Chilly Gonzales (Jason Charles Beck, 20 de marzo de 1972) es un músico, compositor, cantante y productor musical canadiense  que ha vivido en Berlín y París y ahora vive en Colonia en Alemania.

## Vida y obra
Chilly Gonzales estudió Piano de jazz en Concordia University en Montreal pero se dedicaba a la música popular y trabajaba con los músicos canadienses Feist, Peaches y Mocky. Contribuyó a los álbumes Multiply de Jamie Lidell y Secret House Against the World de Buck 65.
Se hizo famoso con sus obras en estilo electro con canto satírico en estilo Rap para el cual se otorgó el título "The Worst MC" ("el peor MC"). 
Su álbum Solo Piano de 2004 está influenciado por el neoclassicismo y el jazz y tenía mucho éxito con los críticos. En 2007 trabajó con el producente canadiense de Hip-Hop y rappero Socalled, contribuyendo a su álbum Ghettoblaster y acompañándole en conciertos. 
Del 16 al 18 de mayo de 2009 dio un concierto de más de 27 horas, un récord mundial.
En 2010 la obra Never Stop de Gonzales se usó para el anuncio en la televisión del iPad. Se basa en una continua repetición de los acordes (Fa#-La-Si) en el piano con variación en el ritmo.
En 2010 publicó el álbum Ivory Tower.
En 2012 Gonzales publicó el álbum Solo Piano II.
En 2013 colaboró junto con Daft Punk para la pista Within
En 2014 junto con el director Adam Traynor trabajó en la obra The Shadow (la sombra), una adaptación musical del cuento Der Schatten de Hans Christian Andersen.
En 2014 Gonzales trabajó otra vez con Boys Noize produjeron el álbum Octave Minds. En 2017 Chilly Gonzales publicó el álbum "Room 29" junto con Jarvis Cocker. Gonzales contribuyó la música y Cocker la letra.
En septiembre de 2018 se anunció la publicación de su álbum Solo Piano III. Además en el mismo mes el director Philipp Jedike publicó su documental Shut Up and Play the Piano.
Chilly Gonzales es el hermano del compositor de música para películas Christophe Beck.